# Novska
Novska es una ciudad de Croacia en el condado de Sisak-Moslavina.

## Geografía
Se encuentra a una altitud de 120 m s. n. m. a 106 km de la capital nacional, Zagreb.

## Demografía
En el censo 2021, el total de población de la ciudad fue de 11234 habitantes, distribuidos en las siguientes localidades:
- Bair - 5
- Borovac -  180
- Brestača - 812
- Brezovac - 2
- Bročice - 786
- Jazavica - 329
- Kozarice - 325
- Kričke -  11
- Lovska - 10
- Nova Subocka - 574
- Novi Grabovac - 5
- Novska - 5.994
- Paklenica - 213
- Plesmo - 57
- Popovac - 6
- Rađenovci - 3
- Rajčići - 2
- Rajić - 751
- Roždanik - 225
- Sigetac - 89
- Stara Subocka - 392
- Stari Grabovac - 315
- Voćarica - 148

| Gráfica de población de Novska (localidad) 1857-2021                |
|                                                                     |
| Según los censos de población de la oficina estadística de Croacia. |